# Samos (Gerät)

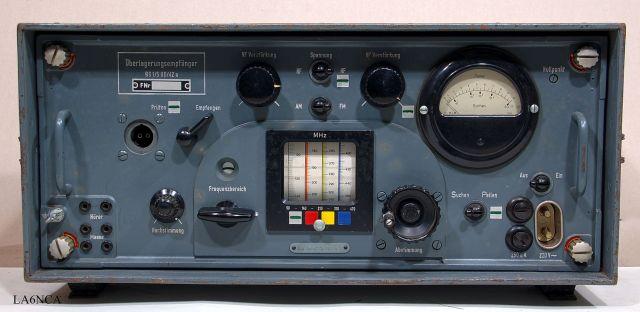
Das Fu MB 4 Samos

Samos war der Deckname eines im Zweiten Weltkrieg eingesetzten deutschen Funkmessgerätes, genauer eines Funkmessbeobachtungsgerätes (FuMB) für Ultrakurzwellen (UKW). Die offizielle militärische Bezeichnung des Geräts war „Fu MB 4“ (häufig geschrieben: „FuMB 4“), während der Hersteller Rohde & Schwarz (R&S) ihm die Typbezeichnung „RS 1/5 UD/42 a“ gegeben hatte, woraus sich das Entwicklungsjahr 1942 ableiten lässt.
Als Namensstifterin diente, wie auch bei vielen anderen Funkmessbeobachtungsgeräten der Wehrmacht, wie beispielsweise FuMB 7 Naxos oder FuMB 11 Korfu, eine griechische Insel.

## Beschreibung
FuMB 4 (Samos) dient zum Empfang von elektromagnetischen Wellen in einem Teil des UKW-Frequenzbereichs (traditionell 30 MHz bis 300 MHz) und zwar von 90 MHz bis 470 MHz in vier umschaltbaren Bereichen:
- Bereich 1:    90 MHz…140 MHz
- Bereich 2:   140 MHz…210 MHz
- Bereich 3:   210 MHz…310 MHz
- Bereich 4:   310 MHz…470 MHz

Der Messempfänger arbeitet nach dem Heterodynprinzip. Die militärische Bezeichnung FuMB 4 lässt erkennen, dass es weitere Funkmessbeobachtungsgeräte gab. Dazu gehören FuMB 1 (Metox), FuMB 5 (Fanö), FuMB 7 (Naxos), FuMB 8 (Zypern), FuMB 9 (Wanze), FuMB 10 (Borkum), FuMB 11 Korfu, FuMB 26 (Tunis), FuMB 35 (Athos) und FuMB 37 (Leros).

## Verwendung

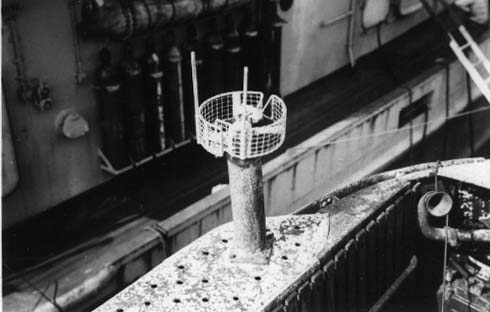
„Bali“-Antenne auf einem U-Boot

Genutzt wurde Samos auf Flugzeugen, Schiffen und speziell auf U-Booten zum Aufspüren feindlicher Funkmesssignale (Radar) und erfüllte so zusammen mit einer geeigneten Antenne wie der „Bali-Antenne“ (Bild) den Zweck eines Radarwarngeräts. Im Zusammenwirken mit einer Peilantenne wie der als „Biskaya-Kreuz“ bezeichneten einfachen Dipolantenne konnte auch die Richtung der Sendungen festgestellt werden. Samos verfügt hierzu über einen Umschalter „Suchen“/„Peilen“. Die im Suchempfang aktive automatische Verstärkungsregelung („geregelt“) wird zum Peilempfang deaktiviert („ungeregelt“) und gestattet so die zum Peilen genutzte Minimumssuche.
Eine weitere Anwendung war die Kalibrierung eigener aktiver Funkmessgeräte (FuMG), wie beispielsweise des FuMG 80 (Freya). Als höherfrequente Ergänzung zu Samos ist das ein Jahr später vom selben Hersteller entwickelte FuMB 5 (Fanö) zu sehen, dessen Frequenzbereich 400 MHz bis 1600 MHz überdeckt.

## Technische Daten
Der damals als „Geheim!“ deklarierten Werkschrift mit dem kodierten Fertigungskennzeichen ncv (für R&S) kann man die folgenden Angaben entnehmen:
| FuMB 4 (Samos)        | Spezifikationen                                         |
| Frequenzbereich       | 90 MHz…470 MHz                                          |
| Frequenzgenauigkeit   | 0,5 %                                                   |
| Eingangsimpedanz      | 150 Ω (symmetrisch)                                     |
| Zwischenfrequenz (ZF) | 2,5 MHz                                                 |
| ZF-Bandbreite         | 50 kHz                                                  |
| Empfindlichkeit       | 12 µV Eingangsspannung für 1 V Ausgangsspannung an 4 kΩ |
| Demodulationen        | AM und FM                                               |
| Anzeige               | HF- oder NF-Spannung                                    |
| Netzeingangsspannung  | 220 V                                                   |
| Netzfrequenz          | 50 Hz                                                   |
| Leistungsaufnahme     | 34 Watt                                                 |
| Abmessungen           | 515 mm × 245 mm × 300 mm                                |
| Gewicht               | 20 kg                                                   |